# Bhesa nitidissima
Bhesa nitidissima  es una especie de planta de flores perteneciente a la familia  Celastraceae. Es endémica de Sri Lanka.  